# يو نيسبو
جو نيسبو (مواليد 29 مارس 1960 في أوسلو)، هو كاتب روائي وموسيقي ولاعب كرة قدم نرويجي، عمل في السابق كخبير اقتصادي ولاعب كرة قدم في نادي مولده.
في مارس عام 2004 بِيعت أكثر من ثلاثة ملايين نسخة من رواياته البوليسية في النرويج، وتُرجمت أعماله لأكثر من 40 لغة من ضمنها العربية. شهدت رواياته انتشاراً كبيراً بحيث بِيعت أكثر من 30 مليون نسخة من مؤلفاته في مختلف أنحاء العالم. ولد في أوسلو، وعمل في السابق كخبير اقتصادي ولاعب كرة قدم في نادي مولده.

## من مؤلفاته المترجمة للغة العربية
- رواية: «الألماس الدموي».
- رواية: «الشبح».
- رواية: «الفهد».
- رواية: «المنقذ».
- رواية: «انتقام».
- رواية: «تصفية الخونة».
- رواية: «رجل الثلج».[14]

## الجوائز
حصل على جوائز منها:
- جائزة بير جينت (2013).
- جائزة الشمس (2009).
- جائزة جلاس كي (1998).
- Oslo City Culture Award [الإنجليزية]‏ (2013)
- Norwegian Booksellers' Prize [الإنجليزية]‏ (2007)
- The Norwegian reader price  [لغات أخرى]‏ (2007 و 2008)
- Mads Wiel Nygaard's Endowment [الإنجليزية]‏ (2002)
- Norwegian Booksellers' Prize [الإنجليزية]‏ (2000)
- Riverton Prize [الإنجليزية]‏ (1997).

## وصلات خارجية
- يو نيسبو على موقع IMDb (الإنجليزية)
- يو نيسبو على موقع الموسوعة البريطانية (الإنجليزية)
- يو نيسبو على موقع مونزينجر (الألمانية)
- يو نيسبو على موقع ألو سيني (الفرنسية)
- يو نيسبو على موقع ميوزك برينز (الإنجليزية)
- يو نيسبو على موقع أول موفي (الإنجليزية)
- يو نيسبو على موقع قاعدة بيانات الأفلام السويدية (السويدية)
- يو نيسبو على موقع ديسكوغز (الإنجليزية)
- يو نيسبو على موقع قاعدة بيانات الفيلم (الإنجليزية)
- يو نيسبو على موقع كينوبويسك (الروسية)